# بالن (وچتا)
بالن (به آلمانی: Bahlen) یک روستا در آلمان است که در نیدرزاکسن واقع شده‌است.